# 小行星4944
小行星4944（英語：4944 Kozlovskij）是一颗围绕太阳公转的小行星。1987年9月2日，柳德米拉·切爾尼赫在克里米亚发现了此天体。
这颗小行星的绝对星等为83.31884963255736等。